# Лозовац
Лозовац је насељено мјесто код Шибеника у Далмацији. Припада граду Шибенику, у Шибенско-книнској жупанији, Република Хрватска.

## Географија
Налази се око 9 км сјевероисточно од Шибеника, на путу Шибеник — Скрадин. Од Скрадина га одваја ријека Крка. Код Лозовца се налази Скрадински бук. У Лозовцу се налази фабрика алуминијума „Лозовац“, подигнута 1937. године.

## Становништво
Према попису становништва из 2011. године, насеље Лозовац је имало 368 становника.
| Демографија | Демографија | Демографија |
| Година      | Становника  | Становника  |
| ----------- | ----------- | ----------- |
| 1971.       | 734         |             |
| 1981.       | 618         |             |
| 1991.       | 491         |             |
| 2001.       | 389         |             |
| 2011.       |             | 368         |

## Попис 1991.
На попису становништва 1991. године, насељено место Лозовац је имало 491 становника, следећег националног састава:
| Попис 1991.‍  | Попис 1991.‍  | Попис 1991.‍ | Попис 1991.‍ | Попис 1991.‍ |
| ------------ | ------------ | ----------- | ----------- | ----------- |
|              |              |             |             |             |
| Хрвати       | Хрвати       |             | 403         | 82,07%      |
| Срби         | Срби         |             | 67          | 13,64%      |
| Југословени  | Југословени  |             | 1           | 0,20%       |
| неопредељени | неопредељени |             | 12          | 2,44%       |
| непознато    | непознато    |             | 8           | 1,62%       |
| укупно: 491  |              |             |             |             |

## Презимена
- Бркић — Православци, славе Св. Николу
- Кнежић — Православци, славе Св. Николу
- Скочић — Православци, славе Св. Николу